# Ramal del Puerto de Viana do Castelo
El Ramal del Puerto de Viana do Castelo, también conocido como Ramal del Puerto de Viana, es un tramo ferroviario en proyecto, que va a unir la Línea del Miño con el Puerto de Viana do Castelo, en Portugal.

## Características
Se prevé que el trazado del ramal sea paralelo a la Línea del Miño entre la Estación de Darque, en la cual será construido un centro de apoyo logístico, y la zona del Muelle Nuevo, desde donde seguirá en dirección al área portuaria.

## Historia

### Discusión y planificación
En enero de 2010, se realizó la presentación pública del Plan Estratégico del Puerto de Viana do Castelo, donde se anunció que el proyecto para la vinculación ferroviaria al Puerto se encontraba en estudio por la Red Ferroviaria Nacional,
En abril del mismo año, la vinculación fue debatida en el Parlamento, donde el diputado Jorge Fão cuestionó la tutela sobre la situación de los estudios para los posibles trazados, y la fecha para su presentación. El diputado señaló, también, que el Puerto constituye un polo dinamizador para el desarrollo de la región, a pesar de tener atravesado diversas dificultades relacionadas con la reducción del movimiento.